# چاینا مینشنگ بانک

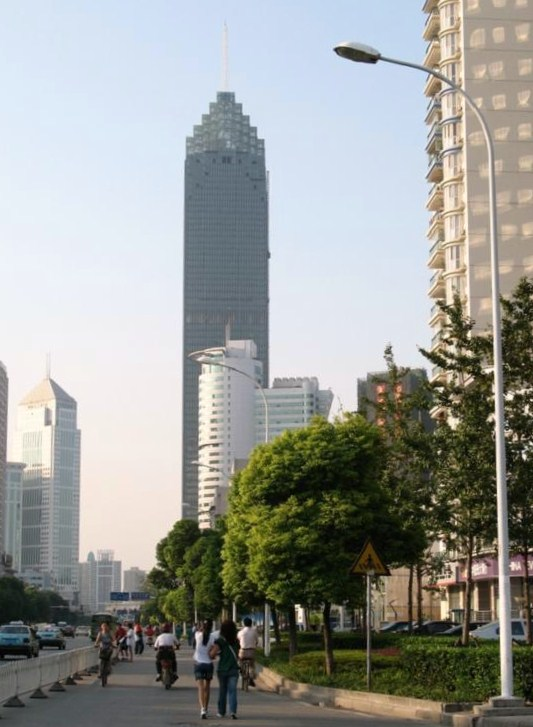
ساختمان بانک مینشنگ، در شهر پکن

چاینا مینشنگ بانک (به چینی: 中国民生银行) شرکت خدمات مالی و بانکداری چینی است، که در سال ۱۹۹۶ به عنوان نخستین بانک خصوصی چین، توسط ژینگ شوپینگ تأسیس شد. این بانک در حال حاضر دارای بیش از ۲۰۰ شعبه در چین و ۷۰۰ شعبه در سراسر جهان می‌باشد.
شعبه مرکزی چاینا مینشنگ بانک در شهر پکن قرار دارد و بخشی از سهام آن در بازارهای بورس اوراق بهادار هنگ کنگ و بورس شانگهای معامله می‌شود.